# Storm over Tanelorn
Storm over Tanelorn (Engelse titel: The Sleeping Sorceress) is een sciencefictionroman van de Britse schrijver Michael Moorcock. Het boek maakt deel uit van de Elric Saga-serie.

## Synopsis
Het verhaal speelt zich af in Melniboné, het Drakeneiland dat tienduizend jaar met zijn tovenaar-keizers de wereld regeerde. Elric van Melniboné, Prins der Ruïnen is de laatste heerser van een stervend ras die nu rondzwerft. Hij is drager van het levende zwaard Stormbrenger en wordt gezien als een verrader en moordenaar van zijn eigen ras. Deze albino wordt gehaat en gevreesd in de landen van de Jonge Koninkrijken. Elric is op zoek naar de zwarte magiër Theleb K'aarna met als doel zich te wreken.